# Erich Meyer (Grafiker)
Erich Meyer (auch Erich Meyer-Stephan; * 4. Oktober 1898 in Offenbach am Main; † 16. April 1983 in Waldshut) war ein deutscher Grafiker und Typograf. Er erhielt seine Ausbildung bei Rudolf Koch an den Technischen Lehranstalten in Offenbach, heute Hochschule für Gestaltung.

## Leben
Meyer entwickelte von 1933 bis 1935 die Schriftfamilie Tannenberg, nachdem die Nationalsozialisten 1933 die „deutsche“ Fraktur zu ihrer bevorzugten Schriftart erklärt hatten und ein entsprechender Bedarf entstanden war. Die Tannenberg zählt zu den gebrochenen („Fraktur“-) Schriftarten, sie wurde bei der Schriftgießerei D. Stempel AG in Frankfurt am Main hergestellt und war relativ rasch in der Buch- und Zeitschriftengestaltung, der Werbung und der nationalsozialistischen Propaganda zu finden.
Die Schrift wurde nach der „heroischen“ Schlacht bei Tannenberg benannt, bei der 1914 deutsche Truppen unter Paul von Hindenburg und Erich Ludendorff den Vormarsch russischer Truppen aufgehalten hatten. Die Schrift wurde seit 1945 nicht mehr hergestellt und kaum noch verwendet. Allerdings wurde noch 1946 die „Stuttgarter Erklärung“ der EKD im „Verordnungs- und Nachrichtenblatt der evangelischen Kirche in Deutschland“ in der Tannenberg gesetzt.
1937 entwarf Meyer die Schriften Woellmer Fraktur und Woellmer Fraktur halbfett für die Schriftgießerei Wilhelm Woellmer in Berlin. 1938 gingen die Schriften, nach Auflösung von Woellmer, als Gilden Fraktur an die Schriftguß AG in Dresden.
Meyer machte später eine Ausbildung zum Konzertsänger in Frankfurt am Main und Darmstadt.